# Lucília do Carmo
Lucília Nunes de Ascensão (Portalegre, 4 de Novembro de 1919 - Lisboa, 19 de Novembro de 1998) foi uma célebre fadista portuguesa, mãe de Carlos do Carmo.

## Biografia
Lucília do Carmo nasceu em Portalegre, no dia 4 de Novembro de 1919. 
Aos cinco anos, juntamente com a sua família, chefiada por seu pai Francisco, estabelece-se em Lisboa.
A sua estreia como fadista aconteceu no Retiro da Severa, no ano de 1936, quando apenas contava 17 anos, na presença dos proprietários e empresários das mais típicas casas de fado de Alfama, Bairro Alto e Mouraria, tipicamente os três bairros fadistas de Lisboa. A sua presença em palco e voz captaram as atenções do público e o reconhecimento veio rapidamente.
Pouco depois participava em programas de fados na Emissora Nacional, na Rádio Graça e na Rádio Luso, devendo também à rádio a divulgação do seu nome e crescente popularidade.
Casada com Alfredo de Almeida, em 1939 nasce o seu filho Carlos do Carmo que, influenciado pela sua mãe, mais tarde se tornaria num grande fadista, com uma bem sucedida carreira nacional e internacional.
A seguir, retirou-se durante cinco anos das rodas culturais lisboetas, atuando no Brasil e em Moçambique, onde se exibiu, entre outros espaços, no Casino da Costa, em Lourenço Marques. Da sua temporada nesse casino daria conta o jornal Canção do Sul, de 16 de agosto de 1943 do «(...)formidável sucesso alcançado pela popular cantadeira Lucília do Carmo».
Em 1947, dois anos depois do fim da Segunda Grande Guerra, Lucília do Carmo e Alfredo de Almeida abrem uma casa de fados, chamada Adega da Lucília, que mais tarde mudou o nome para O Faia. A casa, onde Lucília era a principal atuação artística, localizava-se no Bairro Alto, em plena Rua da Barroca. Conhecendo vários elencos ao longo dos anos, por lá cantaram fadistas de diversas gerações, como Alfredo Marceneiro, Tristão da Silva, Carlos Ramos ou Camané. Ary dos Santos, que também frequentava O Faia, disse um dia da fadista «Lucília do Carmo é, quanto a mim, um clássico do fado!».
Gravou êxitos como Leio em teus olhos, Foi na Travessa da Palha, Maria Madalena, Não gosto de ti, Preciso de te ver, Senhora da Saúde, Olhos garotos, Antigamente, Tia Dolores, Loucura, Zé Maria, Lá vai a Rosa Maria.
Na década de 1980, retirou-se da vida artística. Indubitavelmente, permanece na memória do público e da crítica como uma dama do fado corrido, tida como uma das melhores vozes de sempre do Fado.
Faleceu em Lisboa, em 1998.

## Discografia
Entre a sua discografia encontram-se: 
- 1958 - Olhos garotos, editora Decca
- 1960 - Lucília do Carmo acompanhada à viola e guitarra por Jaime Santos e Martinho d'Assunção, editora Decca
- 1978 - Lucília do Carmo, editora Trova
- 1978 - Uma voz de sempre, editora Decca
- 1990 - O melhor de Lúcilia do Carmo, editora EMI